# هجرة الرسول (فلم)
هجرة الرسول ﷺ إلى المدينة ، هي فيلم سينمائي مصري أنتج عام 1964م، من بطولة ماجدة وإيهاب نافع و هدى عيسى ومحمد أباظة، وقامت شركة أفلام الشرق الجديد لإنتاج الفيلم التاريخي عن حياة العرب في مكة في العصر الجاهلي وظهور الدعوة الإسلامية.

## وصلة خارجية
- مقالات تستعمل روابط فنية بلا صلة مع ويكي بيانات

هجرة الرسول ﷺ  في موقع السينما.